# (701) Oriola
(701) Oriola ist ein Asteroid des Hauptgürtels, der am 12. Juli 1910 vom deutschen Astronomen Joseph Helffrich in Heidelberg entdeckt wurde. 
Der Name ist abgeleitet von der lateinischen Bezeichnung der Vogelfamilie der Pirole (Oriolidae).